# 돌림힘

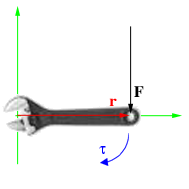
거리, 힘 인 경우의 돌림힘

회전하는 물체에서 힘, 돌림힘, 운동량의 관계

돌림힘, 회전력(回轉力), 토크(torque) 또는 모멘트(moment)는 물체를 회전시키는 효력을 나타내는 물리량이며, 힘이 아니다. 토크는 힘과 받침점까지의 거리의 곱으로, 기호는 보통 그리스 문자 τ (타우)다.
돌림힘은 힘과 거리를 곱한 차원을 갖고 있으며, 국제 단위는 뉴턴 미터(N·m) 또는 라디안 당 줄(J/rad)이다. 에너지 또는 일의 국제 단위인 줄(J)은 수학적으로 뉴턴 미터와 같으나, 혼란을 피하기 위하여 돌림힘의 단위는 줄로 적지 않는다.

## 정의
돌림힘은 토크(torque)라고도 말하는 벡터량이며, 힘 벡터와 받침점까지의 거리 벡터의 벡터곱이다. 즉, 식으로 표현하면 다음과 같다.
{\displaystyle {\boldsymbol {\tau }}=\mathbf {r} \times \mathbf {F} }.
여기서 {\displaystyle \mathbf {F} }는 가한 힘, {\displaystyle \mathbf {r} }는 회전축에서 힘을 가하는 위치까지의 변위다.
돌림힘은 시간에 따른 각운동량의 변화량으로도 정의할 수 있다. 한 점 입자에 대해서 각운동량은 다음과 같이 정의된다.
{\displaystyle \mathbf {L} =\mathbf {r} \times \mathbf {p} }
여기서 p는 점 입자의 선형운동량, r은 한 원점으로부터 작용점까지의 변위를 가리킨다. 양 변을 t에 대해 전미분을 취하면 다음과 같이 표현된다.
{\displaystyle {\frac {d\mathbf {L} }{dt}}=\mathbf {v} \times \mathbf {p} +\mathbf {r} \times {\frac {d\mathbf {p} }{dt}}}
여기서 {\displaystyle \mathbf {v} }와 {\displaystyle \mathbf {p} }는 서로 평행하기 때문에 외적의 결과가 0이 된다. 또한 {\displaystyle {\frac {d\mathbf {p} }{dt}}=\mathbf {F} } 이기 때문에 위의 식은
{\displaystyle {\frac {d\mathbf {L} }{dt}}=\mathbf {r} \times \mathbf {F} =\mathbf {\tau } }
로 표현할 수 있다.
즉, 돌림힘은 각운동량 벡터 {\displaystyle \mathbf {L} }의 시간 {\displaystyle t}에 대한 도함수이며, 질량과 가속도가 각각 관성 모멘트와 각가속도에 대응된다면, 힘은 돌림힘에 대응된다.
물체가 어떤 축을 중심으로 회전하는 경우 돌림힘의 방향은 회전축과 평행하다.
돌림힘(토크, torque)이 주로 언급되는 분야는 자동차 등의 내연기관(엔진)이다.
내연기관에서도 중심축을 기준으로 축에서부터 {\displaystyle \mathbf {r} } 만큼 떨어진 곳에 접선 방향으로 크기 {\displaystyle \mathbf {F} }의 힘이 작용하면 축이 회전하게 된다.
축에 작용하는 토크는 위의 정의와 같으며 단위는 변위의 단위가 m(미터)이고 힘의 단위가 N(뉴턴)이므로 토크의 단위는 {\displaystyle \mathbf {N*m} } 임을 알 수 있다.

## 돌림힘과 에너지
돌림힘과 에너지는 수학적으로 같은 단위를 가지지만, 전혀 다른 물리량이다. 에너지는 힘과 거리의 내적의 결과인 스칼라량이지만 돌림힘은 거리와 힘의 벡터곱인 벡터량이다.
돌림힘은 각을 일반화 좌표로 취급할 경우의 일반화 힘이다. 따라서, 일정한 돌림힘 {\displaystyle \tau }로 물체를 {\displaystyle \theta }만큼 회전시킨 경우 한 일 {\displaystyle W}는
{\displaystyle W=\tau \theta }
이다.

## 같이 보기
- 각운동량
- 정적 평형 상태
- 모멘트
- 정역학